# Abdala (vacina)
Abdala, nome técnico CIGB-66, é uma vacina para COVID-19 desenvolvida pelo Centro de Engenharia Genética e Biotecnologia de Cuba. Esta candidata, com o nome de um drama patriótico do herói da independência cubana José Martí, é uma vacina de subunidade proteica contendo proteínas derivadas da COVID, que desencadeia uma resposta imunitária. Os resultados completos do ensaio clínico ainda não foram publicados. Este candidato seguiu uma anterior chamada CIGB-669 (MAMBISA).
A vacina é uma das duas vacinas para COVID-19 desenvolvidas em Cuba que passou nos ensaios da Fase III, e recebeu autorização de emergência.

## Usos médicos
A vacina foi administrada em 3 doses espaçadas com 2 semanas de intervalo.

### Eficácia
A 22 de junho de 2021, fontes oficiais do governo cubano informaram que os resultados de um estudo inicial do Centro Cubano de Engenharia Genética e Biotecnologia, envolvendo 48.290 participantes, encontraram uma taxa de eficácia de 92,28% na prevenção da COVID-19 sintomática. O relatório incluiu um intervalo de confiança de 85,74%-95,817% sem um nível de confiança especificado; a análise baseou-se em 153 casos de COVID sintomática, dos quais 142 estavam no grupo placebo e 11 estavam no grupo vacinado aproximadamente igual.
A medida de eficácia inclui a estirpe inicial da SARS-COV-2, bem como as variantes que estiveram presentes em Cuba durante o estudo, incluindo as estirpes Alfa, Beta, e Gama. A variante Beta entrou em Cuba em janeiro de 2021 e tornou-se a estirpe predominante em Cuba, fomentando um aumento dos casos de COVID.
Em 28 de junho de 2021, Cuba ainda não divulgou informações detalhadas sobre a vacina à OMS ou ao público em geral através de uma versão preliminar, ou de um artigo científico. Está previsto fazê-lo após a Agência de Saúde de Cuba (CECMED) autorizar a vacina para utilização de emergência.

## Manufatura
A Venezuela alegou que irá fabricar a vacina, mas, pelo menos em 2 de maio de 2021, esta alegação ainda não se concretizou. A empresa estatal EspromedBIO irá fabricar a vacina, mas são necessários "alguns arranjos" para iniciar a produção. Em abril, Nicolás Maduro disse que se espera alcançar uma capacidade de 2 milhões de doses por mês até agosto ou setembro de 2021. Em junho de 2021, o Ministério da Saúde do Vietname anunciou estarem em curso negociações entre Cuba e o Vietname para a produção da vacina Abdala. O Instituto de Vacinas e Biologia Médica (IVAC) foi nomeado como o ponto focal para receber a transferência de tecnologia.

## História

### Testes clínicos
Em julho de 2020, Abdala iniciou os ensaios clínicos da fase I/II.
O ensaio da Fase III compara 3 doses da vacina administrada a 0, 14 e 28 dias contra um placebo, com o resultado primário a medir a proporção de casos notificados para cada grupo 14 dias após a terceira dose. O ensaio foi registado a 18 de março de 2021. A primeira dose foi administrada a 22 de março e, a 4 de abril, os 48.000 participantes receberam a sua primeira dose, e a segunda dose começou a ser administrada a partir de 5 de abril. A terceira dose começou a ser administrada a 19 de abril e, a 1 de maio, a adesão ao protocolo das três doses foi superior a 97%.
Em julho de 2021, Abdala iniciou a fase de ensaio clínico I/II para crianças e adolescentes com idades compreendidas entre os 3–18 anos.

#### Estudo de intervenção
124.000 pessoas de 19 a 80 anos receberam 3 doses da vacina como parte de um estudo de intervenção, com o resultado primário a medir a proporção de casos e mortes para os vacinados em comparação com a população não vacinada.
Um estudo de intervenção mais amplo com 1,7 milhão de habitantes de Havana está previsto para começar em maio com a vacina de Abdala e SOBERANA 02.

### Autorizações
A 9 de julho de 2021, a Abdala foi aprovada para uma autorização de utilização de emergência em Cuba.

Em 18 de setembro de 2021, a Abdala foi aprovada para uma autorização de utilização de emergência no Vietname.

## Economia
A 24 de junho de 2021, a vice-presidente da Venezuela, Delcy Rodríguez, anunciou que a Venezuela tinha assinado um contrato para 12 milhões de doses da vacina, e que essas doses deveriam "chegar nos próximos meses". O primeiro carregamento de Abdala chegou à Venezuela no dia seguinte a este anúncio.